# Шёпот (фильм, 2007)
«Шёпот» (англ. Whisper) — фильм ужасов 2007 года, снятый режиссёром Стюартом Хендлером по сценарию Кристофера Борелли. Слоган фильма: «Дьявольские замыслы в играх ребёнка». Фильм имеет рейтинг MPAA R.

## Сюжет
Макса Трумонта наняли для похищения сына одной из самых богатых женщин в государстве. Вместе со своей невестой Роксанной Макс присоединяется к компании двух преступников, Винса и Сидни, которые были наняты тем же самым тайным заказчиком похищения. После успешного похищения восьмилетнего мальчика, Дэвида, группа ждет инструкций по выкупу в уединённом укрытии. Похитители начинают конфликтовать друг с другом, и Макс понимает, что мальчик не столь невинен, как казался: Дэвид приказывает людям убивать друг друга.
В конце концов выясняется, что тайным заказчиком похищения является не кто иная, как собственная мать мальчика, которая усыновила его. Она говорит Максу, что Дэвид — демон, и что он умеет «нашёптывать», то есть внушать любые идеи слабым людям. Она умоляет Макса убить мальчика. После того, как Макс отказывается сделать это, женщина стреляет в себя. В итоге Макс всё же убивает Дэвида, но при этом случайно погибает Роксанна.

## В ролях
| Актер            | Персонаж        |
| ---------------- | --------------- |
| Джош Холлоуэй    | Макс Трумонт    |
| Сара Уэйн Кэллис | Роксанна        |
| Джоэл Эдгертон   | Винс            |
| Джон Капелос     | Уитли           |
| Дьюли Хилл       | детектив Майлз  |
| Майкл Рукер      | Сидни           |
| Блейк Вудрафф    | Дэвид           |
| Терил Ротери     | Кэтрин Сэндборн |

## Прокат
Мировая премьера фильма состоялась 16 мая 2007 года на Филиппинах. В Канаде и США фильм вышел сразу на DVD 27 ноября 2007 года. Премьера в Аргентине состоялась 29 ноября 2007 года, в России — 17 января 2008 года, в Испании — 1 августа 2008 года.